# 奥州市立江刺第一中学校
奥州市立江刺第一中学校（おうしゅうしりつ えさしだいいちちゅうがっこう）は、岩手県奥州市江刺岩谷堂字小境にある公立中学校。
同校が発行する平成18年度の生徒会誌では、「江刺一中」や「一中」と表記されていることがある。本項では以降「一中」と呼ぶ。

## 概要
校舎はT字型の3階建てで、隣に二階建ての体育館があり、建物の配置が非常にコンパクトである。敷地内には校庭、テニスコート、プール、駐輪場がある。そのほか校庭にはサッカーゴール、掲揚台、時計などが設置されている。 
江刺東中学校、江刺南中学校の統合に伴い稲瀬便、田原便の他に古歌葉線、学間沢線、伊手線、藤里線、広瀬線、梁川線、玉里線など計9台のスクールバスが運行されている。
校章は「中」の文字を図案化したもので、旧・江刺市（現・奥州市江刺）の市章をモチーフとしている。

## 沿革

### 経緯
1963年に、旧・江刺市内にあった中学校4校の統合によって創設された。

### 年表
- 1963年
  - 4月 - 稲瀬中学校、岩谷堂中学校、愛宕中学校、田原第一中学校の統合に伴い、江刺市立江刺第一中学校を創設。
  - 5月 - 開校記念式典を挙行。5月1日を開校記念日に制定。
- 1965年
  - 8月 - 校歌、校章を制定。新校舎（当時）落成。
  - 12月 - 新校舎へ移転。
- 1968年
  - 4月 - 体育館完成。(当時)
  - 9月 - プール完成。(当時)
- 1973年10月 - ネパールへ医療援助。
- 1978年
  - 3月 - 生徒会執行部、大曲中学校を視察。
  - 5月 - 青少年赤十字に全校加盟。
- 1982年11月 - 創立20周年記念式典を挙行。
- 1992年11月25日 - 生徒会憲章制定。
- 1998年12月 - 新校舎（現校舎）落成。
- 1999年1月 - 新校舎へ移転。
- 2002年
  - 3月 - 屋外トイレ完成。
  - 11月 - 創立40周年式典を挙行。生徒会規約を改正。
- 2004年1月 - 新プール完成。
- 2006年2月20日 - 合併による奥州市誕生により奥州市立江刺第一中学校になる。
- 2019年4月1日 - 奥州市立田原中学校を統合。
- 2021年
  - 2月 - 新体育館完成。
  - 3月 - 新体育館へ移転。
- 2022年4月1日 - 奥州市立江刺東中学校・奥州市立江刺南中学校を統合。

## 学校行事
- 4月 - 入学式、生徒会入会式
- 5月 - 生徒会総会、体育祭
- 6月 - 胆江地区中学校総合体育大会、期末テスト
- 7月 - 岩手県中学校総合体育大会
- 8月 - 地区水泳大会、地区陸上大会
- 9月 - 胆江地区中学校新人大会、中間テスト
- 10月 - 岩手県中学校新人大会、文化祭
- 11月 - 生徒会役員選挙、期末テスト
- 12月 - 認証式
- 2月 - 巣立ちの会、期末テスト
- 3月 - 卒業式

## 生徒会
- 生徒会総会
- 学校委員会
- 拡大執行部
- 生徒会執行部

## 委員会
専門委員会
- 生活専門委員会[1]
- 学習専門委員会[1]
- 広報専門委員会[1]
- 図書専門委員会[1]
- 保健専門委員会[1]
- 合唱専門委員会[1]
- ボランティア委員会(旧JRC委員会:令和3年度後期生徒会総会にて改組が承認)

学年委員会
- 一学年委員会
- 二学年委員会
- 三学年委員会

特別委員会
- 選挙管理委員会[1]

## 部活動
- 部長会[3]

文化部
- 吹奏楽部[3]
- 美術部[3]
- 合唱部[3]
- 科学部[3]
- 家庭部[3]・校外部

運動部
- 野球部[3]
- ソフトボール部[3]
- サッカー部[3]
- バスケットボール部[3]（男・女）
- バレーボール部[3]（男・女）
- ソフトテニス部[3]（男・女）
- バドミントン部[3]（男・女）
- 卓球部[3]（男・女）
- 体操部[3](指導者確保が困難なため、令和3年度より一時、新規部員募集を停止)
- 柔道部[3]
- 剣道部[3]
- 校外クラブ